# Gunpower Stealth
Gunpower Stealth — пневматическая винтовка модульной конструкции, использующая для выстрела воздух высокого давления, PCP, производства английской фирмы Gunpower Airguns. Такие винтовки как:
- Gunpower Stealth
- Gunpower Shadow
- Gunpower Storm

А также производства американской фирмы Airforce Airguns:
- Airforce Talon
- Airforce Condor

имеют сходную конструкцию, особенности которой описаны ниже:

## Описание

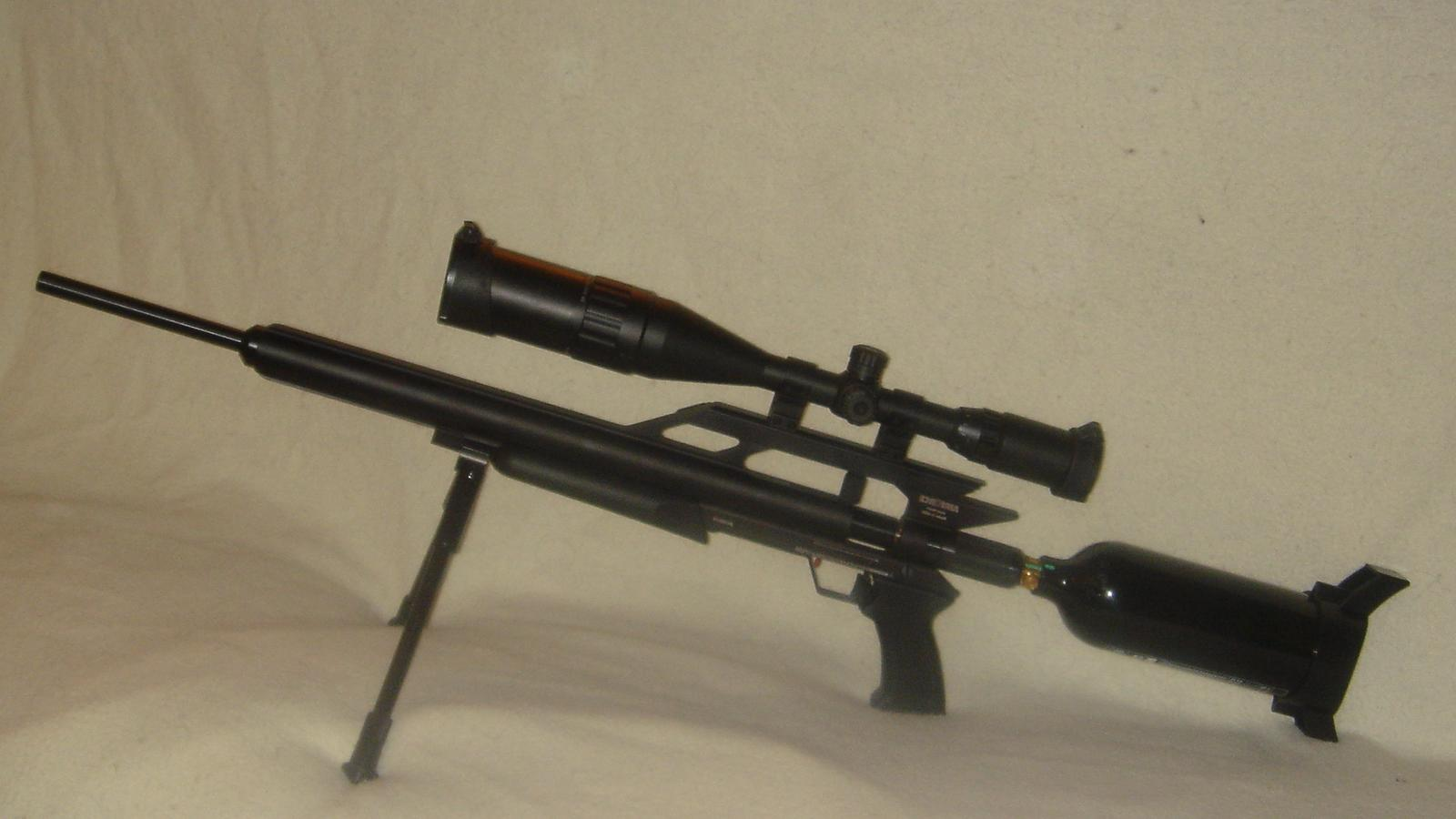
Airforce Condor

Винтовка имеет отличительные особенности в компоновке и конструкции боевого клапана.
Винтовка скомпонована так, что баллон с воздухом высокого давления, боевой клапан и ствол находятся на одной оси. Баллон при этом служит прикладом. Конструкция боевого клапана такова, что обеспечивает поступление сжатого воздуха в канал ствола до тех пор, пока пуля, разгоняясь, не покинет канал ствола. Тяжёлая пуля медленнее, чем лёгкая, разгоняется и покидает канал ствола. То есть, количество воздуха для каждого выстрела в данной винтовке прямо пропорционально массе пули.
Этим винтовки данной конструкции отличаются от других пневматических винтовок, где количество воздуха на каждый выстрел определено настройками винтовки, вне зависимости от массы пули.
Благодаря такой конструкции, винтовки обеспечивает высокую энергетику выстрела тяжёлой пулей.